# Rémi Calvel

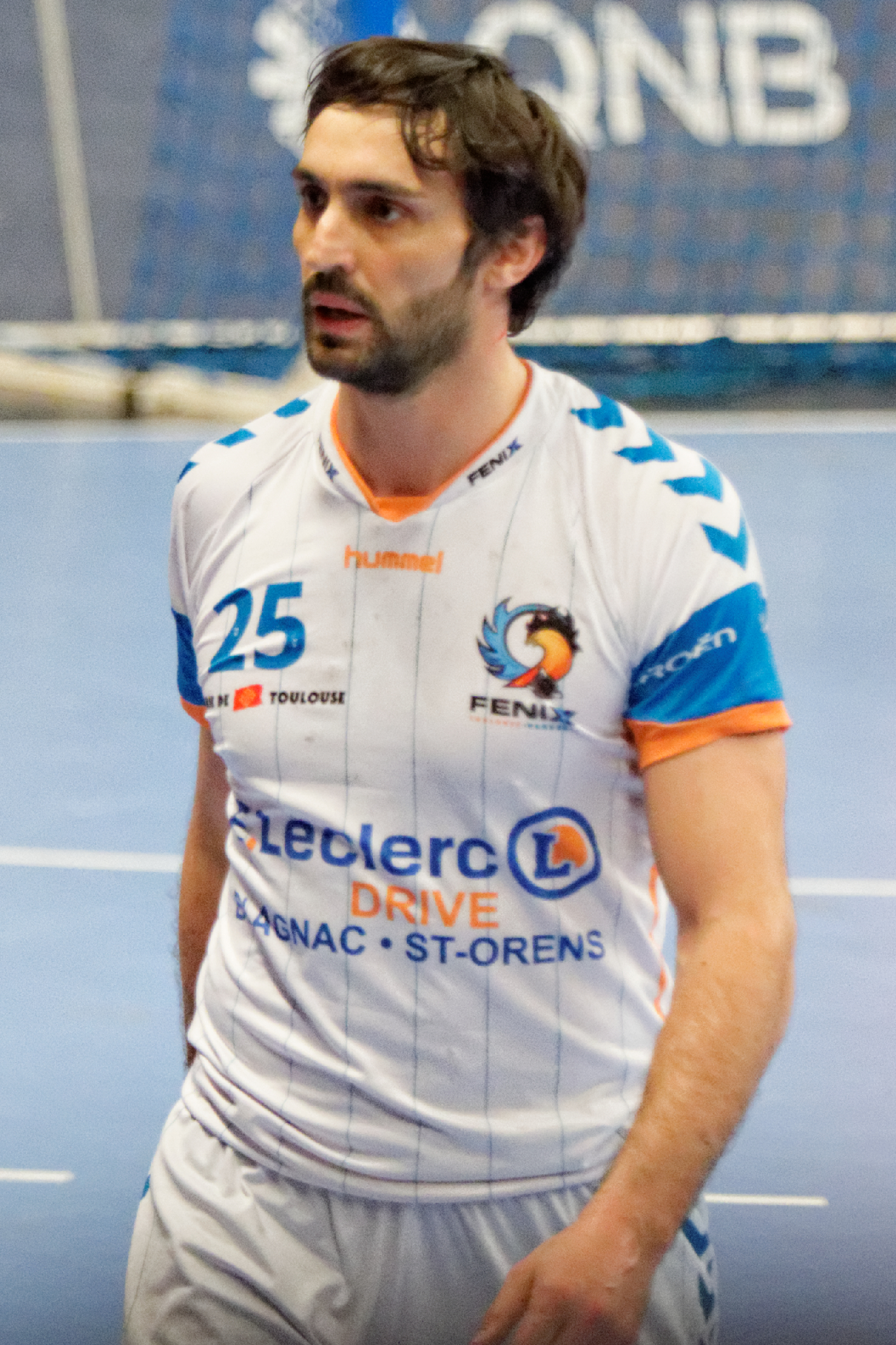
Rémi Calvel (2016)

Rémi Calvel (* 25. Juli 1983 in Toulouse) ist ein französischer Handballspieler.
Der 1,93 Meter große und 96 Kilogramm schwere Rückraumspieler steht seit 2000 beim heutigen Fenix Toulouse Handball unter Vertrag. Zuvor spielte er bei AS Bruguières. Mit Toulouse spielte er im EHF Challenge Cup (2003/2004).
Rémi Calvel stand im Aufgebot der französischen Nationalmannschaft, so für die Europameisterschaft 2010. Er debütierte in der A-Nationalmannschaft am 10. Juni 2009 in einem Länderspiel gegen die luxemburgische Auswahl.